# Los ríos de color púrpura
Los ríos de color púrpura (en francés: Les rivières pourpres) es una película francesa del año 2000 dirigida por Mathieu Kassovitz. Basada en la novela Les Rivières pourpres de Jean-Christophe Grangé,  y protagonizada por Jean Reno y Vincent Cassel, es una película de suspenso psicológico. Con un presupuesto de $14 millones de dólares, la película recaudó $ 60 millones de dólares en su estreno mundial en salas de cine.
La cinta fue nominada a los Premios César en las categorías de mejor director, mejor música, mejor fotografía, mejor sonido y mejor montaje. En los Premios del Cine Europeo del 2001 fue nominada a mejor director y mejor actor. La cinta fue nominada para el premio Concha de oro del Festival Internacional de Cine de San Sebastián del año 2001. Tras el éxito comercial de la cinta se desarrolló una secuela, titulada Ríos de color púrpura 2.

## Argumento
La cinta narra las tribulaciones de dos policías que investigan dos casos criminales en un mismo día, separados por 300 km, y que en teoría no tienen nada que ver entre ellos, pero que forman parte de un mismo plan. Pierre Niemans (Jean Reno) es un hombre con experiencia, y que tiene un instinto infalible para los casos criminales, pero que esconde grandes temores. Viaja a Guernon, una ficticia ciudad universitaria donde se ha llevado a cabo un violento asesinato. El joven, avispado y solitario Max Kerkerian (Vincent Cassel), quien antiguamente era un ladrón de coches y que entró en el cuerpo de policía debido a su amor por el peligro, está investigando un cementerio profanado en Sarzac durante la noche, y en particular la tumba de una niña fallecida veinte años antes. Pronto las dos investigaciones se ven entrelazadas. Y los asesinatos aumentan. La verdad superará todas las teorías, llevando así a los dos policías hasta las más altas montañas, atrapados entre glaciares y lo que podrían ser las puertas de la muerte.

## Reparto
- Jean Reno como Pierre Niemans
- Vincent Cassel como Max Kerkerian
- Nadia Farès como Fanny Ferreira/Judith Hérault
- Dominique Sanda como la Hermana Andrée
- Karim Belkhadra como el capitán Dahmane
- Jean-Pierre Cassel como el doctor Bernard Chernezé
- Didier Flamand como el decano
- Laurent Lafitte como Hubert
- François Levantal como el patólogo
- Francine Bergé como la directora
- Philippe Nahon como hombre en la gasolinera